# Tassili Airlines
Tassili Airlines (en árabe: طيران الطاسيلي) es una aerolínea de pasajeros argelina, con sede en Argel, propiedad de Sonatrach, la compañía petrolera estatal nacional de Argelia y Air Algérie.
Fundada en 1998, Tassili ahora ofrece servicios regulares desde el Aeropuerto Internacional Houari Boumedienne, así como vuelos chárter y servicios de helicóptero, que originalmente estaban destinados principalmente a la industria petrolera argelina.

## Historia
Tassili Airlines se estableció originalmente en 1998 como una empresa conjunta entre Air Algérie (49%) y la compañía Sonatrach (51%), ambas de propiedad estatal. Los servicios comerciales se lanzaron el 8 de abril de 1999, con un vuelo desde Hassi Messaoud a Argel.
En abril de 2005, Air Algérie vendió el 25% de sus acciones en la aerolínea, convirtiéndose así Sonatrach en el accionista mayoritario. Desde entonces, es propiedad en un 76% de Sonatrach y en un 24% de Air Algérie.
Tassili Airlines se convirtió en miembro de la AFRAA en 2014, desde entonces ha continuado su expansión de rutas regionales e internacionales. 

## Flota
La flota de Tassili Airlines se compone de las siguientes aeronaves:
| Aeronaves                      | En servicio | Pedidos | Pasajeros                                          | Pasajeros                                          | Pasajeros                                          | Matrículas                                         | Antigüedad                                         |
| Aeronaves                      | En servicio | Pedidos | C                                                  | Y                                                  | Total                                              | Matrículas                                         | Antigüedad                                         |
| ------------------------------ | ----------- | ------- | -------------------------------------------------- | -------------------------------------------------- | -------------------------------------------------- | -------------------------------------------------- | -------------------------------------------------- |
| Bell 206                       | 4           | —       | —                                                  | 4                                                  | 4                                                  | 7T-WUE                                             | ??                                                 |
| Bell 206                       | 4           | —       | —                                                  | 4                                                  | 4                                                  | 7T-WUH                                             | ??                                                 |
| Bell 206                       | 4           | —       | —                                                  | 4                                                  | 4                                                  | 7T-WUJ                                             | ??                                                 |
| Bell 206                       | 4           | —       | —                                                  | 4                                                  | 4                                                  | 7T-WUK                                             | ??                                                 |
| Boeing 737-800                 | 7           | —       | 20                                                 | 135                                                | 155                                                | 7T-VCA                                             | 13,5 años                                          |
| Boeing 737-800                 | 7           | —       | 20                                                 | 135                                                | 155                                                | 7T-VCB                                             | 13,4 años                                          |
| Boeing 737-800                 | 7           | —       | 20                                                 | 135                                                | 155                                                | 7T-VCC                                             | 13 años                                            |
| Boeing 737-800                 | 7           | —       | 20                                                 | 135                                                | 155                                                | 7T-VCD                                             | 12,9 años                                          |
| Boeing 737-800                 | 7           | —       | 20                                                 | 135                                                | 155                                                | 7T-VCE                                             | 6 años                                             |
| Boeing 737-800                 | 7           | —       | 20                                                 | 135                                                | 155                                                | 7T-VCF                                             | 5,9 años                                           |
| Boeing 737-800                 | 7           | —       | 20                                                 | 135                                                | 155                                                | 7T-VCT                                             | 5,8 años                                           |
| De Havilland Canada Dash 8-200 | 4           | —       | —                                                  | 35                                                 | 35                                                 | 7T-VCP                                             | 16,3 años                                          |
| De Havilland Canada Dash 8-200 | 4           | —       | —                                                  | 35                                                 | 35                                                 | 7T-VCQ                                             | 16 años                                            |
| De Havilland Canada Dash 8-200 | 4           | —       | —                                                  | 35                                                 | 35                                                 | 7T-VCR                                             | 15,9 años                                          |
| De Havilland Canada Dash 8-200 | 4           | —       | —                                                  | 35                                                 | 35                                                 | 7T-VCS                                             | 15,8 años                                          |
| De Havilland Canada Dash 8-400 | 4           | —       | —                                                  | 74                                                 | 74                                                 | 7T-VCM                                             | 17,3 años                                          |
| De Havilland Canada Dash 8-400 | 4           | —       | —                                                  | 74                                                 | 74                                                 | 7T-VCL (dañado)                                    | 17,2 años                                          |
| De Havilland Canada Dash 8-400 | 4           | —       | —                                                  | 74                                                 | 74                                                 | 7T-VCN                                             | 17,2 años                                          |
| De Havilland Canada Dash 8-400 | 4           | —       | —                                                  | 74                                                 | 74                                                 | 7T-VCO                                             | 17 años                                            |
| Total                          | 14          | —       | Edad media de la flota (agosto de 2024): 13,5 años | Edad media de la flota (agosto de 2024): 13,5 años | Edad media de la flota (agosto de 2024): 13,5 años | Edad media de la flota (agosto de 2024): 13,5 años | Edad media de la flota (agosto de 2024): 13,5 años |

### Flota histórica
| Aeronaves                            | Total | Introducido | Retirado | Matrículas                                     |
| ------------------------------------ | ----- | ----------- | -------- | ---------------------------------------------- |
| ATR 42                               | 2     | 2002        | 2006     | F-GPYD y F-OHQL                                |
| Beechcraft 1900                      | 4     | 2002        | ??       | 7T-VIQ, 7T-VIP, 7T-VIN y 7T-VIO                |
| Cessna 208B Grand Caravan            | 4     | 1995        | ??       | 7T-VIG, 7T-VII, 7T-VIL y 7T-VIM                |
| De Havilland Canada Dash 7           | 1     | 2000        | 2002     | HB-IVX                                         |
| De Havilland Canada DHC-6 Twin Otter | 6     | 1999        | 2003     | ZS-OLD, HB-LSU, ZS-OUJ, N17GL, ZS-OVI y ZS-OVT |
| Pilatus PC-6 Porter                  | 6     | c. 1996     | ??       | HB-FKO, 7T-VCG, 7T-VCH, 7T-VCI, 7T-VCJ, 7T-VCK |

## Destinos
En agosto de 2024, Tassili Airlines ofrece vuelos regulares a los siguientes destinos:
| Países  | Destinos       | Aeropuertos                                             |
| ------- | -------------- | ------------------------------------------------------- |
| Argelia | Adrar          | Aeropuerto Touat Cheikh Sidi Mohamed Belkebir           |
| Argelia | Annaba         | Aeropuerto de Annaba - Rabah Bitat                      |
| Argelia | Argel          | Aeropuerto Internacional Houari Boumedienn              |
| Argelia | Béchar         | Aeropuert de Béchar - Boudghene Ben Ali Lotfi           |
| Argelia | Bugía          | Aeropuerto de Soummam - Abane Ramdane                   |
| Argelia | Constantina    | Aeropuerto Internacional Mohamed Boudiaf                |
| Argelia | El Menia       | Aeropuerto de El Menia                                  |
| Argelia | El Oued        | Aeropuerto de El Oued                                   |
| Argelia | Hassi Messaoud | Aeropuerto Oued Irara–Krim Belkacem                     |
| Argelia | In Salah       | Aeropuerto de In Salah                                  |
| Argelia | Orán           | Aeropuerto de Orán Es Sénia                             |
| Argelia | Sétif          | Aeropuerto de Sétif-8 de mayo de 1945                   |
| Argelia | Tamanrasset    | Aeropuerto de Tamanrasset - Aguenar - Hadj Bey Akhamok  |
| Egipto  | Sharm el-Sheij | Aeropuerto Internacional de Sharm el-Sheij (estacional) |
| Francia | Estrasburgo    | Aeropuerto de Estrasburgo                               |
| Francia | Nantes         | Aeropuerto de Nantes Atlantique                         |
| Francia | París          | Aeropuerto de París-Charles de Gaulle                   |
| Túnez   | Yerba          | Aeropuerto Internacional de Yerba-Zarzis (estacional)   |

Además, la aerolínea opera una amplia red de vuelos chárter a demanda.

## Incidentes y accidentes
- El 28 de enero de 2004 en torno a las 21:00 hora local, un Beechcraft 1900 de Tassili Airlines (registro 7T-VIN) se estrelló a diez kilómetros del Aeropuerto de Ghardaïa donde tenía previsto aterrizar para completar un vuelo chárter desde el aeropuerto de Hassi R'Mel. El piloto había tenido que abortar la aproximación debido a que un avión precedente no había evacuado la pista a tiempo. Durante la maniobra de patrón de aproximación, el avión impactó con el terreno con el ala derecha, que se desgarró. De los dos pasajeros y tres tripulantes, todos excepto el copiloto sobrevivieron.[8]